# On Broadway
On Broadway es una película independiente, filmada en Boston en mayo de 2006, protagonizada por Joey McIntyre, Jill Flint, Eliza Dushku, Mike O'Malley, Robert Wahlberg, Amy Poehler y Will Arnett.

## Reparto
| Actor              | Personaje           | Notas                                   |
| ------------------ | ------------------- | --------------------------------------- |
| Joey McIntyre      | Jack O'Toole        | Un carpintero hecho guionista           |
| Eliza Dushku       | Lena Wilson         | La actriz principal en el guion de Jack |
| Mike O'Malley      | Padre Rolie O'Toole | Hermano sacerdote de Jack               |
| Sean Lawlor        | Martin O'Toole      | Padre distanciado de Jack               |
| Wil Amett          | Tom                 | El actor y amigo de Jack                |
| Amy Poehler        | Farrah              | Esposa de Tom                           |
| Lance Greene       | Billy O'Toole       | Hijo de Pete y primo de Jack            |
| Robert Wahlberg    | Kevin Sheehan       | Primo de Jack                           |
| Vincent Dowling    | Augie Burke         | Amigo de los O'Tooles                   |
| Lucas Caleb Rooney | Neil Quinn          | Amigo de Jack                           |
| Jill Flint         | Kate O'Toole        | Esposa de Jack                          |
| Andrew Connolly    | Pete O'Toole        | Tío tardío de Jack                      |

## Créditos
La película fue escrita y dirigida por Dave McLaughlin y grabada por Terrence Fitzgerald Hayes.